# Chilham Castle
Chilham Castle är ett slott i Storbritannien.   Det ligger i grevskapet Kent och riksdelen England, i den sydöstra delen av landet, 80 km öster om huvudstaden London. Chilham Castle ligger 55 meter över havet.
Terrängen runt Chilham Castle är huvudsakligen platt, men söderut är den kuperad. Runt Chilham Castle är det tätbefolkat, med 266 invånare per kvadratkilometer. Närmaste större samhälle är Canterbury, 9,3 km öster om Chilham Castle. Trakten runt Chilham Castle består till största delen av jordbruksmark.